# John Frampton
John Frampton – angielski kupiec i tłumacz.
John Frampton był kupcem, który osiedlił się w Hiszpanii. Został uwięziony przez inkwizycję i poddany torturom, następnie uciekł w 1567 roku przez Kadyks. W następnych latach był tłumaczem z języka hiszpańskiego, do jego prac należą:
- 1577: Nicolás Monardes, Ioyfull newes out of the newe founde worlde
- 1578: Fernández de Enciso, Geography
- 1579: Marco Polo, Travels
- 1579: Bernardino de Escalante, A discourse of the Navigation which the Portugales doe Make to the Realmes and Provinces of the East Partes of the Worlde, and of the knowledge that growes by them of the great thinges, which are in the Dominion of China
- 1580: Nicolás Monardes, Ioyfull newes out of the newe founde worlde (nowa, rozszerzona edycja)
- 1581: Pedro de Medina, Art of Navigation